# Camillo Ballini
Camillo Ballini (Brescia, prima del 1540 – 1592) è stato un pittore italiano.
Operò principalmente nel Veneto, subendo un importante influsso da parte di Palma il Giovane e di Tiziano. A Palazzo Ducale realizzò Venezia incoronata dalla gloria, posta nell'atrio che congiunge la Sala del Maggior Consiglio a quella ospitante lo Scrutinio. La sua opera più notevole è stata la decorazione di Palazzo Barbarigo sul Canal Grande.